# Marcel Bertrand

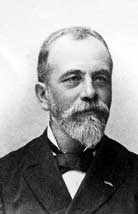
Marcel Bertrand

Marcel Alexandre Bertrand (Parijs, 2 juli 1847 - aldaar, 13 februari 1907) was een Frans geoloog, die belangrijke bijdragen leverde aan het inzicht in de tektonische opbouw van gebergten. Door zijn onderzoek van de geologie van de Alpen droeg hij bij aan het tot stand komen van de theorie van dekbladen.

## Levensloop
Bertrand was de zoon van de wiskundige Joseph Bertrand. Vanaf 1867 studeerde hij aan de École polytechnique en vanaf 1869 aan de École des Mines in Parijs. Na verschillende betrekkingen in het oosten van Frankrijk trad hij in 1877 in dienst van de Franse geologische dienst. Hij werkte daarvoor vooral in de Jura en de Franse Alpen. Zoals daaruit blijkt ging zijn belangstelling vooral uit naar gebergten en gebergtevorming.
Vanaf 1886 was hij hoogleraar aan de École nationale des mines. In 1896 werd hij tot lid van de Académie des sciences, de Franse academie van wetenschappen, gekozen.
Bertrand trouwde in 1886 met Mathilde Mascart, de dochter van de natuurkundige Éleuthère Mascart. Het paar had vier dochters, waarvan er drie een volwassen leeftijd bereikten: Fanny Bertrand, die trouwde met de kunstschilder William Laparra; schilderes Claire Bertrand (1890-1969), die trouwde met de schilder Willy Eisenschitz (1889-1974) en Louise Bertrand, die trouwde met de geoloog Eugène Raguin (1900-2001). Een vierde dochter, Jeanne, kwam in 1900 op dertienjarige leeftijd voor de ogen van haar vader om bij een lawine. Bertrand herstelde nooit van deze schok en zou in 1907 sterven.

## Werk
Aan de hand van gegevens van Albert Heim stelde Bertrand een alternatieve verklaring op voor de Glarner overschuiving, die door Heim als een dubbele overkiepte anticline werd geïnterpreteerd. Bertrand zag er echter een grote overschuiving in. Dit idee zou het begin vormen van de theorie van dekbladen (de theorie dat gebergten bestaan uit elkaar geschoven grote horizontale plakken gesteente), die later door onder andere Hans Schardt verder werd uitgewerkt.
Bertrand was een aanhanger van de ideeën van Eduard Suess over geosynclines. Suess dacht dat waar tegenwoordig de Alpen liggen ooit een oceaan lag, die hij de Tethysoceaan noemde. Bertrand ging verder en stelde dat Europa en Noord-Amerika ooit aan elkaar vastgezeten hadden en dezelfde drie fasen van gebergtevorming hadden doorlopen, de Alpiene, Hercynische en Caledonische orogeneses. Later voegde hij daar een vierde fase aan toe, die hij de Huronische orogenese noemde en die plaatsvond in het Precambrium, een tijdperk waarover in die tijd nog vrijwel niets bekend was.